# Djurgårdsbrunnskanalen
Djurgårdsbrunnskanalen er en kanal i det centrale Stockholm i Sverige, som adskiller øen Djurgården fra fastlandet i nord (eller mere korrekt Syd- og Nord-Djurgården).
Kanalen strækker sig en kilometer fra Lilla Värtan til Djurgårdsbrunnsviken så  skib op til 9,5 meter brede og 2,1 meter dybe kan passere. To broer går over kanalen: Djurgårdsbrunnsbron og Lilla Sjötullsbron.
Kong Karl 14. Johan besluttede at bygge kanalen, som stod færdig i 1834.